# 横井 (島田市)
横井（よこい）は静岡県島田市の町名。

## 地理
島田市の中部、島田地区の南部に位置する。東で南一丁目、西で向島町、南で湯日、北で大川町・栄町・日之出町・本通一丁目と接する。

### 河川
- 問屋川

## 歴史
東海道五十三次の23番目の宿場町である島田宿のあった島田地区（旧島田町）では、通称地名が使用されていたものの正式ではなかったため、島田市○○○○番地と表記するようになっていた。それでは不都合が生じたことから、住居表示や町の新設事業、土地区画整理事業を行ってきた。

### 沿革
- 1889年（明治22年）4月1日 - 町村制の施行により、志太郡島田宿が単独で志太郡島田町となる[WEB 6]。
- 1948年（昭和23年）1月1日 – 島田町が市制施行し、島田市となる。
- 1970年（昭和45年）7月10日 - 住居表示の実施に伴い、字なしの一部から横井（一丁目～四丁目）が新設される [WEB 7]。

## 施設
- 学校法人島田南学園 島田南幼稚園
- 国土交通省静岡河川事務所島田出張所
- 島田ガス 本社（静岡ガスグループ傘下）
- 矢崎計器 島田製作所（矢崎グループ傘下）
- 大河原運送 本社
- 新東海製紙 島田工場（特種東海製紙グループ傘下、向島町にまたがる）
- トライフ 本社（特種東海製紙グループ傘下）
- レックス 本社（特種東海製紙グループ傘下）
- 杏林堂ドラッグストア島田駅南店
- ファミリーマート島田横井二丁目店
- 横井運動場公園
- 島田球場・島田第二球場
- 浄土宗 功徳山 明輪寺

## 交通

### バス
- しずてつジャストライン富士山静岡空港島田線：島田駅南口（ - 富士山静岡空港 方面）
- 大鉄アドバンス空港・新金谷線（富士山静岡空港金谷線）：（蓬莱橋 方面 - ）島田駅南口（ - 富士山静岡空港 方面）
- 島田市コミュニティバス島田駅東線：（島田駅 方面 - ）島田南幼稚園 - 島田駅南口

### 道路
- 静岡県道342号河原大井川港線

## その他

### 学区
小学校・中学校の学区は以下の通りである。
| 番・番地等 | 小学校                 | 中学校                 |
| ---------- | ---------------------- | ---------------------- |
| 全域       | 島田市立島田第三小学校 | 島田市立島田第一中学校 |

### 警察
警察の管轄区域は以下の通りである。
| 番・番地等 | 警察署     | 交番・駐在所 |
| ---------- | ---------- | ------------ |
| 全域       | 島田警察署 | 島田駅前交番 |

### WEB
1. ↑  “h02_22.csv”.   総務省 (2022年2月10日). 2025年7月21日閲覧。
2. ↑  “静岡県島田市 (22209)”.   人文学オープンデータ共同利用センター. 2025年7月21日閲覧。
3. ↑  “静岡県 > 島田市の郵便番号一覧 - 日本郵便株式会社”.   日本郵便. 2025年7月21日閲覧。
4. ↑  “市外局番の一覧”.   総務省 (2022年3月1日). 2025年7月21日閲覧。
5. ↑  “事業所案内及び管轄地域（事務所3件、分室3件）”.   一般社団法人静岡県自動車会議所. 2025年7月21日閲覧。
6. ↑  “historyofcities.pdf”.   静岡県総務部合併推進室・財団法人静岡県市町村振興協会. 2025年7月21日閲覧。
7. ↑  “R040327jyushokyusin.pdf”.   島田市 (2022年3月22日). 2025年7月21日閲覧。
8. ↑  “学区一覧 - 島田市公式ホームページ”.   島田市 (2024年4月1日). 2025年7月21日閲覧。
9. ↑  “島田駅前交番｜静岡県警察”.   静岡県警察 (2023年7月19日). 2025年7月21日閲覧。